# Exequatur
Das Exequatur (lateinisch ex(s)equatur ‚er vollziehe‘) bedeutet: „Er möge ausüben“.

## Internationales Zivilprozessrecht
Im internationalen Zivilprozessrecht bezeichnet Exequatur die Vollstreckbarkeitserklärung im Inland eines in- oder ausländischen Schiedsspruchs oder eines ausländischen Urteils in einem Exequaturverfahren.

## Völkerrecht
Im Völkerrecht bezeichnet das Wort Exequatur („Der Konsul möge sein Amt ausüben“) die einem Konsul vom Empfangsstaat erteilte Erlaubnis zur Ausübung der konsularischen Funktionen innerhalb seines Konsularbezirks. Das Exequatur erhalten die Leiter selbständiger konsularischer Vertretungen nach Vorlage des vom Entsendestaat ausgestellten Konsularpatents oder einer anderen Benachrichtigung über ihre Ernennung zum Konsul.

## Strafvollstreckung
In der Strafvollstreckung bezeichnet der Begriff Exequatur die Übernahme der Vollstreckung eines gegen einen ausländischen Staatsbürger ergangenen Strafurteils durch die Behörden seines Heimatlandes. Die Entscheidung trifft ein Landgericht durch Beschluss (§ 55 IRG).

## Publikationsrecht kirchlicher Akte
Exequatur (andere Bezeichnungen: Placet, Pareatis) bezeichnet in diesem Zusammenhang die staatliche Genehmigung zur Publikation kirchlicher Akte.